# Benoît Mandelbrot
Benoît B. Mandelbrot [benuá mándelbrot], francosko-ameriški matematik poljskega rodu, * 20. november 1924, Varšava, Poljska, † 14. oktober 2010, Cambridge, Massachusetts, ZDA.
Mandelbrot je bil prvi, ki je uporabil računalnik za risanje Mandelbrotove množice, poseben in značilen tip fraktala.